# Антиповский (хутор)
Анти́повский — хутор в Шолоховском районе Ростовской области России.
Входит в состав Дубровского сельского поселения.

## География
Хутор расположен на реке Решетовка.
Расстояние до районного центра с учётом доступа транспортом — 19 км.

## История
Образован в 1967 году путем объединения хуторов Верхне-Антиповский, Нижне-Антиповский, Верхне-Ермаковский и Нижние-Ермаковский в один населенный пункт.

## Население
| 2010 |
| ---- |
| 460  |

## Улицы
- ул. Асфальтная,
- ул. Заречная,
- ул. Кондрашева,
- ул. Лесная,
- ул. Луговая,
- ул. Песочная,
- ул. Школьная.

## Достопримечательности
На хуторе находится братская могила погибшим воинам, сооружена в честь четырёх погибших в 1943 году сельчан — воинов Красной Армии.